# Kostel svatého Salvátora (Nové Město nad Metují)

Kostel svatého Salvátora byl římskokatolický kostel na Plácku (nyní náměstí Republiky) v Novém Městě nad Metují. Jeho podoba je zachycena na starých grafikách.

## Historie kostela
Kostel byl založen roku 1729 Jakubem Arnoštem z Leslie. Měl křížovou loď a věž.

## Zánik kostela
Zanikl za josefínských reforem roku 1787, budova dále sloužila jako mandl a sklad. Stavba byla zlikvidována obcí roku 1877. Socha sv. Jakuba, původně umístěná v kostele sv. Salvátora v nice nad portálem směrem ke Krajské bráně, je od roku 1922 umístěna ve výklenku kostelní zdi kostela Nejsvětější Trojice vlevo před vchodem a mobiliář byl rozebrán ve prospěch jiných kostelů a kaplí (zvony byly prodány do Zdobnice, varhany přemístěny do kostela sv. Ducha v nedalekém Krčíně).

## Galerie

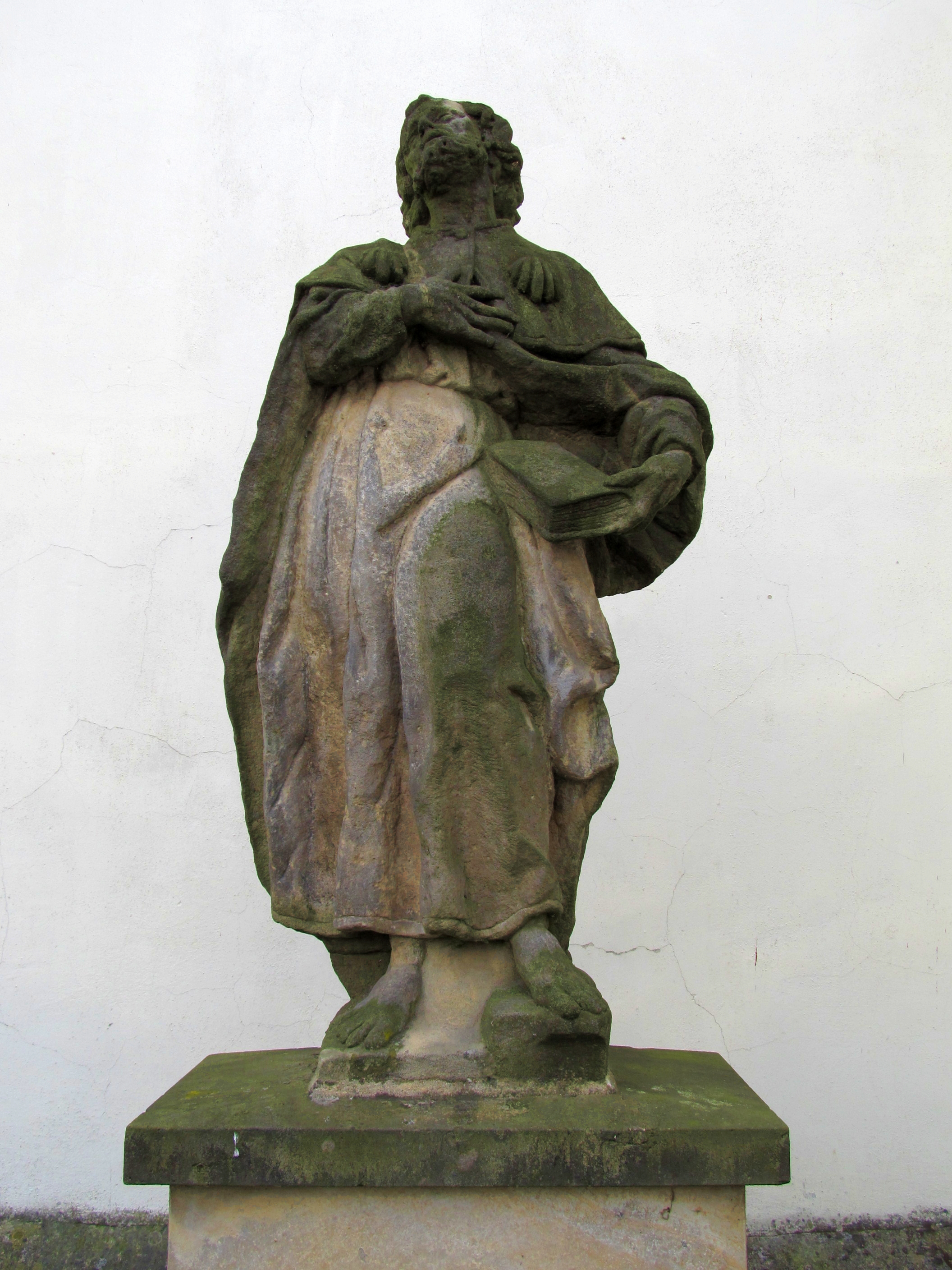
Socha sv. Jakuba
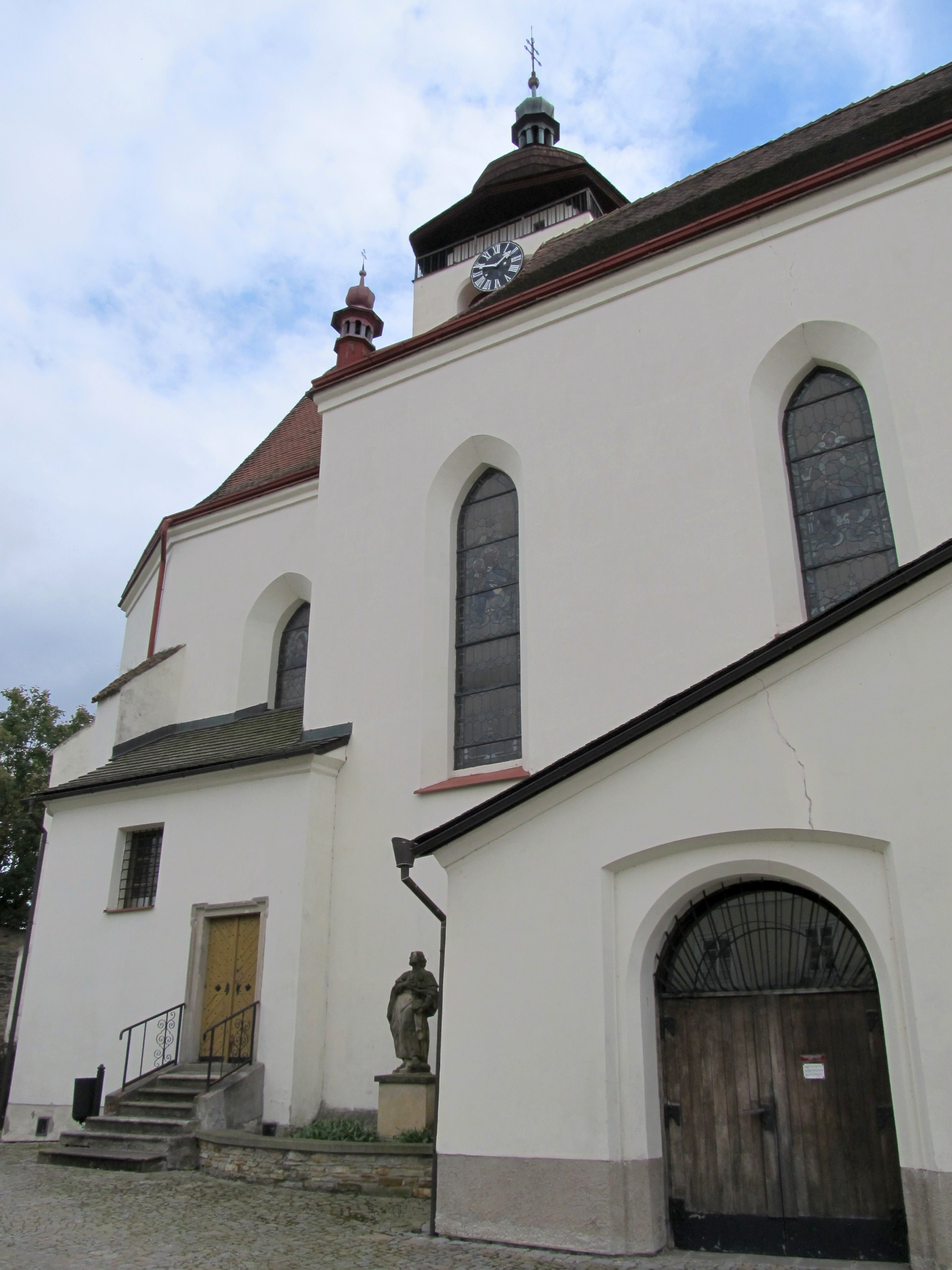
Socha sv. Jakuba před kostelem Nejsv. Trojice
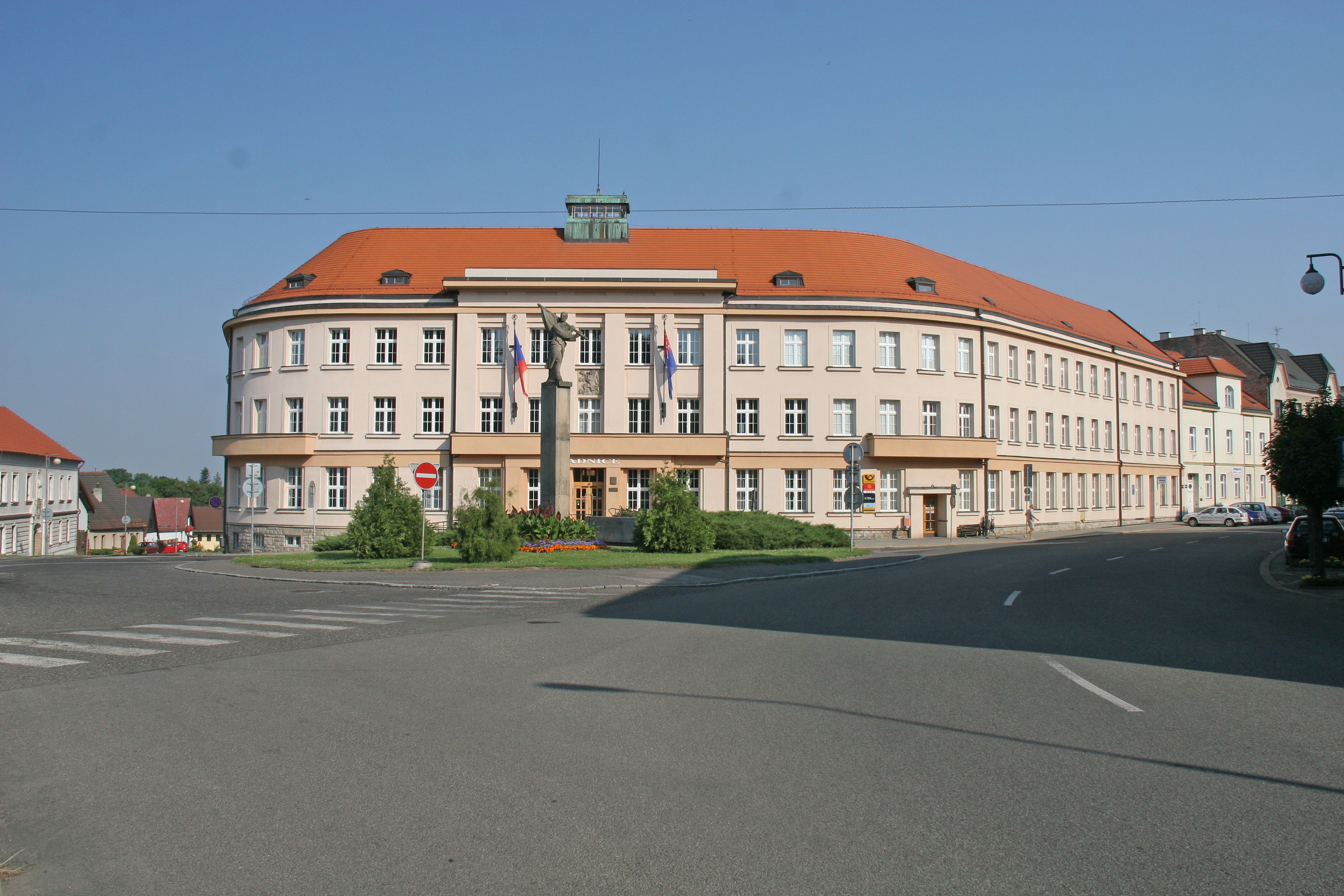
Pomník obětem světových válek - místo, kde stával kostel